# INQ1
INQ1 è il primo cellulare prodotto da INQ, società del gruppo Hutchison Whampoa. L'INQ1 è stato commercializzato nel Regno Unito e in Australia a fine 2008, per poi arrivare sul mercato italiano nell'aprile 2009 con l'operatore 3 Italia.
L'INQ1 integra l'accesso a servizi internet e di social networking quali Skype, Msn, YouTube e Facebook.
Nel febbraio 2009 l'INQ1 è stato premiato come miglior “telefono cellulare” al Mobile World Congress di Barcellona.

## Specifiche
| Funzioni               | Specifiche Tecniche |
| ---------------------- | --- |
| Sistema operativo      | Brew |
| Memoria interna totale | 50 MB |
| Frequenze GSM          | 900/1800/1900 MHz |
| GPRS                   | Sì, classe 12 |
| WCDMA                  | Si (2100 MHz) |
| Schermo                | Matrice TFT, 262.000 colori, 240x320 pixel, 2,2 pollici |
| Videocamera            | 3.2 Megapixel Flash: no, zoom digitale sì, EXIF |
| MMS                    | Sì |
| Videochiamate          | Sì |
| Push to talk           | No |
| Java                   | MIDP 2.0 |
| Memory card            | Sì, microSD, espandibile fino a 4 GB |
| Bluetooth              | Sì, 2.0 EDR |
| Infrarossi             | No |
| USB                    | Sì, 2.0 |
| Browser                | WAP 2.0/xHTML |
| Email                  | Sì, POP3 IMAP4 SMTP |
| Player musicale        | Sì |
| Radio                  | No |
| Player Video           | Sì, MPEG4, H.263, H.264, WMV |
| Suonerie               | Sì, AMR, AAC, AAC+, E-AAC+(Audio only), MIDI, MP3, WMA, wav |
| Batteria               | 1150 mAh. Durata in conversazione: 6 ore; in standby: 12 giorni |
| Confezione             | Telefono, batteria, caricabatteria da viaggio, auricolare stereo, cavo dati USB, CD con software per la sincronizzazione con il PC, manuale d'uso utente a schede |
| Altro                  | Facebook e Skype integrati con Rubrica (Contatti telefonici, Contatti Facebook e Skype) e Messaggi (SMS, MMS, Skype Chat, messaggi Facebook), Aggiornamento automatico di status e foto dei contatti Facebook, Windows Live Messenger, Selettore per accesso diretto alle applicazioni, Widget |